# Xosé Luís de Dios
Xosé Luís de Dios Martínez (Ourense, 3 de fevereiro de 1943 - Tui, 2 de agosto de 2010) foi um desenhista, publicitário e pintor espanhol. Era irmão do poeta e compositor Manuel de Dios. [carece de fontes?]
Ele formou "O Volter" junto a Xaime Quesada e Acisclo Manzanoum. O grupo vanguardista, que se reunia no Bar de Tucho, foi um dos principais responsáveis pela renovação da arte galega na segunda metade do século XX.  
Mesmo com a saúde debilitada por causa de um transplante aos 18 anos que lhe provocava fortes dores nas mãos, De Dios nunca se deixou abater em sua carreira e pintou até seu último ano de vida. Seus quadros ficaram famosos pelas cores fortes e traços abstratos. [carece de fontes?]
Sua primeira exposição foi em Ourense, 1963. Também expôs em Madri, Barcelona, Santander, Rio de Janeiro e Buenos Aires. 